# Mikroaerofil
Mikroaerofile – mikroorganizmy, które do życia wymagają tlenu występującego w stężeniu mniejszym niż w ziemskiej atmosferze, tj. ok. 20%. W związku z tym, w hodowlach płynnych rozwijają się w postaci pierścienia w nieznacznym oddaleniu od powierzchni pożywki (wzrost podpowierzchniowy).
Przykładami bakterii mikroaerofilnych są: Borrelia burgdorferi, Brucella, Neisseria gonorrhoeae, Neisseria meningitidis, Campylobacter i Helicobacter pylori.